# Библиотека Телеки
Библиотека Телеки (венг. Teleki Téka, рум. Biblioteca Teleki-Bolyai), также известная как Библиотека Телеки-Бойяи и Библиотека Телекиана, является исторической публичной библиотекой и нынешним музеем в Тыргу-Муреш (Румыния). Одна из самых богатых трансильванских коллекций культурных артефактов, она была основана венгерским графом Самуэлем Телеки в 1802 году, в то время, когда Трансильвания была частью Габсбургской монархии, и с тех пор открыта для читателей. Это было одно из первых заведений подобного рода в Венгерском Королевстве.
В библиотеке хранится более 200 000 томов, многие из которых являются раритетами, составляющими обширную научную базу данных. Книжная коллекция разделена на несколько небольших библиотек, из которых два основных пожертвования — это оригинальная библиотека Телеки объёмом 40 000 томов и библиотека Бойяи объёмом 80 000 томов; остальная часть, сгруппированная как «Разное собрание», состоит из нескольких частных библиотек, томов, ранее принадлежавших религиозным школам, и томов францисканского монастыря. В целом библиотека представляет собой собрание самых традиционных типов трансильванской книги.

## История
Основатель библиотеки — граф Самуэль Телеки де Сек (1739-1822), одним из самых образованных коллекционеров книг того времени. С самого начала он задумал свою коллекцию как публичную библиотеку и развивал её на протяжении всей своей жизни; он оставался убежденным и активный библиофил, несмотря на трудоемкую административную карьеру — он был канцлер Трансильвании с 1791 до его смерти — опираясь на его отношениях со всей важной европейской печатью и издательство, и покупкой всех важные работами, опубликованных между изобретением подвижного типа и начала XIX века.
Для популяризации своей библиотеки Телеки составил и опубликовал четырёхтомный каталог (Вена, 1796-1819 гг.), разделенный по общим темам. Собственные инструкции Телеки по работе с библиотекой также представлены в каталоге (Том II).
Телеки унаследовал здание в стиле барокко XVII—XVIII веков, в котором размещается библиотека, от семьи Весселеньи. Внутри крыла, построенного между 1799 и 1802 годами, до сих пор хранятся книги в соответствии с первоначальными правилами.
Согласно сохранившимся отчетам библиотекарей, в которых указаны имена и профессии читателей, а также авторы и названия прочитанных книг, в учреждении находилась значительная часть из 6000-7000 жителей Тыргу-Муреша. Это обеспечило им доступ к европейской научной жизни и идеям эпохи Просвещения.
После своей смерти Самуэль Телеки оставил библиотеку своим наследникам в качестве наследственной собственности; они были обязаны поддерживать библиотеку открытой и работать и находились под надзором Высшего совета реформатской церкви. Тем не менее вскоре после его смерти приобретение книг стало бессистемным. В течение следующего столетия библиотека была больше книжным музеем, чем библиотекой. Лишь в конце XIX века были начаты систематические исследования.
В 1951 году библиотека была национализирована коммунистическим режимом, а в 1955 году в здание была перенесена педагогическая библиотека протестантского колледжа (ныне известная как библиотека Бойяи) (две коллекции объединились под названием Телеки-Бойяи Библиотека). В 1974 году объединённая коллекция стала филиалом библиотеки округа Муреш.
Сегодня постоянно пополняющаяся коллекция книг посвящена научным дисциплинам, истории, краеведении, истории культуры и социальным наукам . В среднем читальным залом пользуются от 100 до 150 человек, а музей посещают тысячи туристов в год.